# Everybody Else
Everybody Else är det svenska indierockbandet The Bear Quartets fjärde studioalbum, utgivet 1995.

## Låtlista
1. "It Only Takes a Flashlight to Create a Monster" - 3:51
2. "Upstart in Middle-Class Hell" - 2:29
3. "One Final, Sandi" - 4:17
4. "Everlaster" - 3:22
5. "Fat Skeleton" - 3:59
6. "Rehearsing to Cut the Last String" - 5:03
7. "I Never Saw the Ban" - 2:49
8. "Layer" - 2:33
9. "Dad's Rifle" - 4:52
10. "The Last Ball" - 0:38
11. "Flux Detail" - 4:32
12. "Nowhere's Clearer" - 6:34